# عجمي كلة بوز
عجمي كلة بوز هي قرية في مقاطعة ميانة، إيران. عدد سكان هذه القرية هو 290 في سنة 2006.